# Anita Jacobson
Anita Elisabeth Jacobson, född 19 januari 1972 i Stockholm, är en svensk poet och debattör.

## Biografi
Anita Jacobson växte upp utanför Tungelsta i Haninge. Hon började tidigt med att skriva lyrik och deltog i olika tävlingar. Parallellt stod hon även på scen som skådespelare i olika sammanhang. 2008 deltog hon för första gången i ett Poetry Slam och blev länsmästare i Västernorrland. Kort därefter började en egen föreställning ta form och publiken efterfrågade texterna i bokform. Lyriksamlingen "De lyckligt lottade" kom ut 2011 och med sin andra samling "Varannan vecka död" som utkom 2014 blev hon Selmaprisnominerad och en bland topp fem och tilldelad ett hederspris. 
Anita Jacobson har sedan 1997 varit bosatt i Västernorrland. Hennes lyrik kännetecknas av det vardagliga. Hon började som krönikör på Sundsvalls Tidnings kultursidor 2015 och har blivit omtalad för sin frispråkighet kring kvinnors sexuella lust. Bland annat så myntade hon begreppet KRAK – kvinnors rätt att knulla – ett begrepp som senare författaren Eva Swedenmark nämner i sin skönlitterära bok "Bortom all genans".
2017 skapade hon tillsammans med Eila Wall Boholm den normbrytande föreställningen "Ska vi bara hångla lite?" och under 2018 gjorde de två en säsong av Hångelpodden där normbrytande sexualitet och åldersskillnad var centralt.

### Familj
Anita Jacobson har varit gift med Göran Jacobson och med honom har hon två barn.

### Antologier
- 2008 – Ur åttio hjärtan, Argus förlag
- 2015 – Junker Svante, red. Vi läser dig Lars Ahlin: fjorton essäer. Sundsvall: Lars Ahlin-sällskapet. Libris 17954649. ISBN 978-91-637-7765-3

### Föreställningar
- De lyckligt lottade
- Varannan vecka död
- Ska vi bara hångla lite?